# Rhyncholestes raphanurus
La comadrejita trompuda o ratón runcho trompudo (Rhyncholestes raphanurus) es una especie de marsupial paucituberculado de la familia Caenolestidae (únicos representantes vivientes del orden Paucituberculata), y la única del género Rhyncholestes. Es endémica de Chile y Argentina. Habita en bosques densos y templados, hasta altitudes de 1100 m s. n. m.. Se trata de una especie rara que sólo ha podido ser estudiada a partir de la década de 1970. Puede ser considerada como un fósil viviente.

## Distribución
En Chile se distribuye desde la cordillera Pelada (cordillera Costera Valdiviana) hasta la isla de Chiloé, y espacios continentales al norte de la misma.
En Argentina solo se la encuentra en las estribaciones de los Andes del extremo occidental del parque nacional Nahuel Huapi, habitando en la selva valdiviana de la zona de Puerto Blest.

## Características
El cuerpo está cubierto por pelo suave y lacio, de color pardo oscuro, uniforme en toda la superficie corporal y ausente de marcas significativas. El aspecto general es muy similar al de las demás especies de ratones runchos (familia Caenolestidae), si bien el labio es característico y único entre todos los marsupiales vivos, pues el superior posee dos cúspides a ambos lados de la línea media.
La cola negruzca también diferencia a esta especie de las restantes de la familia, pues es más corta que en los otros géneros de la familia pero puede acumular depósitos de tejido adiposo para posterior utilización durante las épocas en las que los rigores climáticos dificultan la consecución de alimentos. Las hembras poseen siete mamas, la primera de las cuales se localiza en posición medial y las restantes a ambos lados de la línea media abdominal. Carecen de marsupio.

## Dieta
La dieta de estos animales parece ser muy similar a la de las otras especies del orden, compuesta sobre todo por invertebrados y probablemente pequeños vertebrados.

## Reproducción
Se han estudiado hembras lactantes en los meses de verano y otoño austral. No se dispone de más datos sobre la fisiología reproductiva de esta especie.

## Comportamiento
Apenas hay datos sobre el comportamiento de los individuos de esta especie. La mayor parte de los ejemplares capturados, lo han sido sobre el suelo, cerca de los troncos de los árboles, o en zonas de densa cubierta vegetal. También próximos a las salidas de madrigueras subterráneas cercanas a troncos caídos o en pie. Se sospecha que se trata de una especie con hábitos nocturnos y terrestres. Durante los duros meses de invierno esta especie parece entrar en un estado de torpor que no llega al letargo, ya que algunos ejemplares han sido capturados sobre terrenos nevados.

## Subespecies
Se reconocen dos subespecies de Rhyncholestes raphanurus.
- Rhyncholestes raphanurus raphanurus - ratón runcho de isla Chiloé.
- Rhyncholestes raphanurus continentalis - el ratón runcho continental.